# Cornouaille (archidiaconé)
L'archidiaconé de Cornouaille, relevant de l'évêché de Cornouaille, comprenait les paroisses suivantes :
- Bannalec et sa trève Trébalay
- Baye
- Beuzec-Cap-Caval et ses trèves Saint-Guénolé et Saint-Jean-Trolimon
- Beuzec-Cap-Sizun et sa trève Pont-Croix
- Beuzec-Conq
- Briec et ses trèves Landudal, Langolen et Quilinen
- Bodivit
- Cléden-Cap-Sizun
- Clohars-Carnoët
- Clohars-Fouesnant
- Combrit et ses trèves Île-Tudy et Lambour
- Coray
- Cuzon
- Edern et sa trève Guellevain
- Elliant et ses trèves Locmaria-an-Hent, Rosporden et Saint-Yvi
- Ergué-Armel
- Ergué-Gabéric
- Esquibien et sa trève Audierne
- Fouesnant et sa trève La Forêt
- Gouesnac'h
- Goulien
- Gourin et ses trèves Le Saint et Roudouallec
- Guengat
- Guiscriff et sa trève Lanvénégen
- Kerfeunteun
- Kernével
- Lababan
- Landrévarzec et sa trève Tréflez
- Landudec
- Langonnet et sa trève La Trinité-Béver
- Lanriec
- Lanvern et sa trève Saint-Honoré
- Le Faouët
- Le Trévoux
- Leuhan
- Locamand
- Loctudy
- Locunolé
- Lothéa et sa trève Trélivalaire
- Mahalon et sa trève Guiler
- Meillars
- Melgven et sa trève Cadol
- Mellac
- Moëlan
- Névez
- Nizon et sa trève Pont-Aven
- Penhars
- Perguet et sa chapelle Bénodet
- Peumerit
- Pleuven
- Ploaré, ses trèves Gourlizon & Le Juch et sa chapelle Douarnenez
- Plobannalec
- Plogastel
- Plogoff
- Plomelin
- Plomeur et sa chapelle Guilvinec
- Plonéis
- Plonéour
- Plonivel et sa trève Pont-L'Abbé
- Plouhinec
- Plovan
- Plozévet
- Pluguffan
- Pouldergat et sa trève Pouldavid
- Pouldreuzic
- Poullan, et sa chapelle Tréboul
- Primelin et sa trève Saint-Tugen
- Querrien
- la ville de Quimper avec 5 paroisses Lanniron, Locmaria, Saint-Corentin, Saint-Mathieu et Saint-Sauveur
- la ville de Quimperlé avec 2 paroisses Saint-Colomban et Saint-Michel
- Riec
- Saint-Évarzec
- Saint-Germain
- Saint-Thurien
- Scaër
- Île de Sein
- Tourc'h
- Treffiagat
- Tréguennec
- Trégunc
- Tréméoc
- Tréméven
- Tréogat
- Tréoultré